# أوكلاند ريدرز
أوكلاند ريدرز (بالإنجليزية: Oakland Raiders)‏ هو نادي كرة القدم الأمريكية أمريكي تأسس في 1960 ، يقع مقره الرئيسي في لاس فيغاس، وأوكلاند، كاليفورنيا، ويديريه مارك ديفيس ‏، ويلعب في الدوري الوطني لكرة القدم الأمريكية، ودوري كرة القدم الأمريكية ‏.

## وصلات خارجية
- الموقع الرسمي